# Luca Blasetti
Luca Maria Blasetti (Rieti, 9 settembre 1959) è un ex cestista italiano.

## Carriera
Blasetti è cresciuto nelle giovanili della Sebastiani Rieti, squadra della propria città natale. Ha esordito in massima serie nella stagione 1976-77; dopo una stagione in prestito alla Minervini nel 1978-79, è ritornato alla Sebastiani.
Nel 1982 viene convocato in Nazionale dal coach Alessandro Gamba, per la sfida contro una selezione di All Stars del campionato italiano. Sarà la sua unica presenza in azzurro; mise a referto 8 punti.
Nel 1984 ha deciso a sorpresa di abbandonare l'attività agonistica, e di ritirarsi in un convento dei frati francescani per prendere i voti. Ha vissuto in convento quattro anni, e successivamente ha deciso di abbandonare l'Ordine.
Tra il 2007 ed il 2009 ha disputato il campionato italiano di pallacanestro in carrozzina da normodotato, nella società A Ruota Libera, in Serie B.

## Palmarès
- Coppa Korać: 1

Sebastiani Rieti: 1979-80